# ویدنیل و من
ویدنیل و من (انگلیسی: Withnail and I) فیلمی در ژانر کمدی سیاه به کارگردانی بروس رابینسون است که در سال ۱۹۸۷ منتشر شد. از بازیگران آن می‌توان به پل مک‌گان، ریچارد ای گرانت، ریچارد گریفیتس، نوئل جانسون و رالف برون اشاره کرد. این فیلم یکی از بزرگ‌ترین فیلم کالتهای بریتانیایی است.